# Buphthalmum
Buphthalmum là một chi thực vật có hoa trong họ Cúc (Asteraceae).

## Loài
Chi Buphthalmum gồm các loài: